# Kristof van Hout
Kristof van Hout (Lommel, Limburgo, 9 de febrero de 1987) es un futbolista belga, compañero de Antoine Bapena. Juega de portero y su equipo es el Lommel S. K. de la Segunda División de Bélgica.

## Trayectoria
Van Hout comenzó su carrera en las filas del Willem II Tilburg, pero no llegó a disputar ningún encuentro con el primer equipo del club neerlandés. En el año 2007 fichó por el K. V. Kortrijk de la Segunda División de Bélgica, con los que consiguió el ascenso esa misma temporada. Tras dos campañas en el Kortrijk firmó un contrato por tres temporadas con el Standard Lieja, aunque en el verano de 2011 regresó cedido al equipo de la ciudad de Courtrai. El 1 de agosto de 2012 se unió al K. R. C. Genk por cuatro años, con los que se proclamó campeón de la Copa de Bélgica en 2013 imponiéndose al Círculo de Brujas.

## Clubes
| Club                    | País         | Año       |
| ----------------------- | ------------ | --------- |
| Willem II               | Países Bajos | 2006-2007 |
| K. V. Kortrijk          | Bélgica      | 2007-2009 |
| Standard Lieja          | Bélgica      | 2009-2011 |
| K. V. Kortrijk (cedido) | Bélgica      | 2011-2012 |
| K. R. C. Genk           | Bélgica      | 2012-2014 |
| Delhi Dynamos F. C.     | India        | 2014      |
| K. V. C. Westerlo       | Bélgica      | 2015-2022 |
| Lommel S. K.            | Bélgica      | 2022-     |

## Palmarés

### Campeonatos nacionales
| Título          | Club          | País    | Año  |
| --------------- | ------------- | ------- | ---- |
| Copa de Bélgica | K. R. C. Genk | Bélgica | 2013 |